# أنطونيا سوزان بيات
أنطونيا سوزان بيات (Antonia Susan Byatt) (24 أغسطس 1936 - 16 نوفمبر 2023)، هي روائية وشاعرة إنجليزية، وحائزة على جائزة بوكر الأدبية لسنة 2008، ووضعتها صحيفة التايمز على قائمتها التي تضم أعظم 50 شخصية من الكتاب البريطانيين منذ سنة 1945.

## من مؤلفاتها المترجمة للعربية
- كتاب: «راجناروك، نهاية الآلهة».

## روابط خارجية
- أنطونيا سوزان بيات على موقع IMDb (الإنجليزية)
- أنطونيا سوزان بيات على موقع الموسوعة البريطانية (الإنجليزية)
- أنطونيا سوزان بيات على موقع مونزينجر (الألمانية)
- أنطونيا سوزان بيات على موقع إن إن دي بي (الإنجليزية)
- أنطونيا سوزان بيات على موقع ديسكوغز (الإنجليزية)
- أنطونيا سوزان بيات على موقع قاعدة بيانات الفيلم (الإنجليزية)
- الموقع الرسمي